# Walter Ludwig Strohmaier
Walter Ludwig Strohmaier (* 27. Mai 1957 in Stuttgart) ist ein deutscher Urologe und Chefarzt für Urologie, zuletzt tätig am Klinikum Coburg, Lehrkrankenhaus der Universität Split. Strohmaier ist ordentlicher Professor an der Universität Split, Kroatien und außerplanmäßiger Professor an der Universität Würzburg.

## Leben
Nach dem Abitur am humanistischen Karls-Gymnasium Stuttgart studierte Strohmaier 1978 bis 1983 Humanmedizin, zunächst an der Universität zu Köln (bis 1980) anschließend an der Universität Tübingen (bis 1982). Dort schloss er sich den Corps Borussia zu Tübingen (1977) und Corps Marcomannia Breslau zu Köln (1978) an. 1983 wurde er zum Dr. med. promoviert. Nach dem Studium absolvierte er mehrere Auslandsaufenthalte, so 1986 an der University of British Columbia, Vancouver und der University of Toronto sowie an der Tel Aviv University und Kyriat Weizmann in Petah Tikva, Israel. Von 1983 bis 1989 machte er eine urologische Facharztausbildung am Klinikum der Universität Tübingen. 1989 wurde er zum Oberarzt an der Urologischen Klinik der Universität Tübingen ernannt. 1992 wurde er habilitiert und zum Privatdozenten der Universität Tübingen ernannt. Im selben Jahr legte er die Europäische Facharztprüfung ab und wurde zum Fellow of the European Board of Urology (FEBU) ernannt. Seit 1996 ist Strohmaier Chefarzt der Urologischen Klinik des Klinikums Coburg. 1997 wurde er Visiting Professor an der Urologischen Klinik, Universität Gaziantep, Türkei. 1998 wurde er zum außerplanmäßigen Professor der Universität Tübingen ernannt. Diese Professur hatte er bis 2007 inne. Seit 2007 ist er außerplanmäßiger Professor an der Universität Würzburg. Seit 1999 leitet er auch die Neurourologie an der Rehabilitationsklinik Medical Park Bad Rodach. 2001 bis 2016 war er ärztlicher Direktor des Klinikums Coburg.

## Klinisch-wissenschaftlicher Beitrag
Der Schwerpunkt seiner wissenschaftlichen Arbeit liegt schon seit seiner Dissertation auf dem Gebiet der Harnsteinforschung. Er forschte dabei zu allen Aspekten dieser Erkrankung: Neben experimenteller Grundlagenforschung zur Pathogenese der Urolithiasis  befasst er sich mit klinischen Fragestellungen zur Entstehung und Prävention des Harnsteinleidens. Derzeitige Schwerpunkte sind die Rolle der Nierenzellen bei der Steinbildung und Zusammenhänge zwischen Metabolischem Syndrom und Harnsteinbildung, insbesondere beim Harnsäurestein. Er befasst sich auch mit instrumentellen Methoden zur Steinentfernung und war an der Entwicklung von Instrumenten beteiligt. Er entwickelte außerdem Trainingsmodelle für die instrumentelle Harnsteintherapie. Seit vielen Jahren arbeitet er auch an ökonomischen Fragen dieser Erkrankung. Auf dem Gebiet der urologischen Onkologie forschte er vor allem zur Rolle der Hyperthermie und zu Tumormarkern beim Prostatakarzinom und zur Immunologie des Nierenzellkarzinoms.

## Auszeichnungen (Auswahl)
- 1988 Peter-Bischoff-Preis der Vereinigung Norddeutscher Urologen „Ausscheidung inhibitorischer Substanzen (Zitrat, Uromukoid, Glykosaminoglykane) bei Renaler Tubulärer Azidose“
- 1992 Scientific Award International Symposium of Urolithiasis Cairns „Protective effects of verapamil on shock wave induced tubular damage“

## Mitgliedschaften (Auswahl)
- Deutsche Gesellschaft für Urologie
- Deutsche Kontinenzgesellschaft
- European Association of Urology
- European Urolithiasis Society
- American Urological Association
- Societé Internationale d´Urologie
- International Urolithiasis Society

## Funktionen in Fachgesellschaften u. ä. (Auswahl)
- Stv. Vorsitzender der Leitlinienkommission Urolithiasis der deutschen Gesellschaft für Urologie
- Vorsitzender der International Urolithiasis Society 2008–2018
- Mitherausgeber der Fachzeitschrift Urological Research / Urolithiasis (Springer Verlag)
- Mitglied im Editorial Board mehrerer Fachzeitschriften

## Publikationen
Strohmaier publizierte mehr als 200 Fachartikel und 8 Bücher (Stand 1. Januar 2019)
- Publikationen (PubMed)
- Publikationen ResearchGate

Bücher
- K.-H.Bichler, W.L.Strohmaier (Hg.) (1988): Nephrocalcinosis, Calcium Antagonists and Kidney. Springer Verlag Berlin.
- K.-H.Bichler, St.H.Flüchter, W.L.Strohmaier (Hrsg.): Therapie des Harnblasenkarzinoms. Springer Verlag Berlin 1988.
- K.-H.Bichler, W.L.Strohmaier, D.M.Wilbert (eds.) (1992): Hyperthermia of the prostate. pmi Verlagsgruppe GmbH Frankfurt.
- K.-H.Bichler, W.L.Strohmaier, D.M.Wilbert, W.Mattauch (eds.) (1996): Urolithiasis. Attempto Verlag Tübingen.
- K-H.Bichler, D.Wilbert, H.W.Wechsel, W.L.Strohmaier: Diagnostik und Therapie des Harnblasenkarzinoms. Einhorn Presse Verlag Reinbek 1998.
- W.L.Strohmaier: Pflege in der Urologie. Kohlhammer Verlag Stuttgart 2002.
- K.-H.Bichler, W.L. Strohmaier, E.Eipper, S.Lahme: Das Harnsteinleiden. Lehmanns Media – LOB Berlin 2007.
- W.L.Strohmaier (Hg.) (2007): Urolithiasis 2005: Proceedings of the 11th European Symposium on Urolithiasis Coburg. Resch Druck Coburg.